# Luitenant Boemboem
Luitenant Boemboem (Frans:  Lieutenant Double Bang) is het dertiende album uit de Franco-Belgische strip Tanguy en Laverdure van Jean-Michel Charlier (scenario) en Jijé (tekening).
Het verhaal verscheen in voorpublicatie in het Franse stripblad Pilote van 26 december 1968 (nummer 477) tot en met 25 mei 1969 (nummer 499). In 1970 werd het verhaal in albumvorm uitgegeven bij Dargaud. In het Nederlands verscheen het verhaal meteen in albumvorm in 1974 onder de titel Tweemaal raak. bij de herdruk in oktober 1979 werd de titel gewijzigd in Luitenant Boemboem. Door de politiek omstreden albums Bestemming Stille Zuidzee en Gevaar op Mururoa werd het album in de jaren zeventig uitgegeven als het elfde verhaal.
Dit was het eerste deel van een tweeluik dat zijn vervolg kreeg in het album Strijd in de woestijn.

## Het verhaal
Op de vliegbasis in Longvic komen enkele nieuwe piloten in opleiding. Tanguy en Laverdure worden hun instructeurs. Ernest vindt dat de nieuwelingen ontgroend moeten worden en probeert hen enkele malen beet te nemen, hierbij viseert hij voornamelijk Azraf. Tijdens een vliegoefening gaat Azraf door de geluidsmuur, waardoor heel wat ruiten op de basis sneuvelen. Hierdoor krijgt hij de bijnaam Boemboem van Laverdure. Kort daarna wordt Azraf door een vliegtuig opgehaald en weten ze niet waar hij naartoe is. De volgende dag zien ze hem weer in traditionele Arabische kledij. Azraf was namelijk incognito in burger bij de Franse luchtmacht maar is eigenlijk de zoon van de emir van Sarrakat. Zijn vader is vermoord en zijn oom Mokhtar heeft nu de macht in handen. Hoewel zijn vader tweehonderd vrouwen had en vele kinderen had hij Azraf aangeduid als zijn opvolger. Sarrakat is rijk aan olie en kan ook vliegtuigen kopen van Frankrijk waardoor zij er een belang in hebben dat Azraf op de troon komt. Tanguy en Laverdure brengen hem naar zijn geboorteland.
Bij de landing kan Azraf ontsnappen maar Tanguy en Laverdure blijven bij hun vliegtuigen en worden door de mannen van Mokhtar ingerekend en gevangen gezet. In hun kerker zien ze op het binnenplein een Amerikaanse vrouw, Marjorie Hart. Ze is een zendelinge en ook gevangen door Mokhtar. Marjorie wordt vrijgelaten en gaat naar Azraf met de melding dat Tanguy en Laverdure aan de grens worden vrijgelaten, echter is dit een list om zo Azraf te krijgen. Tanguy en Laverdure worden via een helikopter weggevoerd, maar zij slagen erin de piloten te overmeesteren en met de helikopter te vluchten. 